# Classmate PC

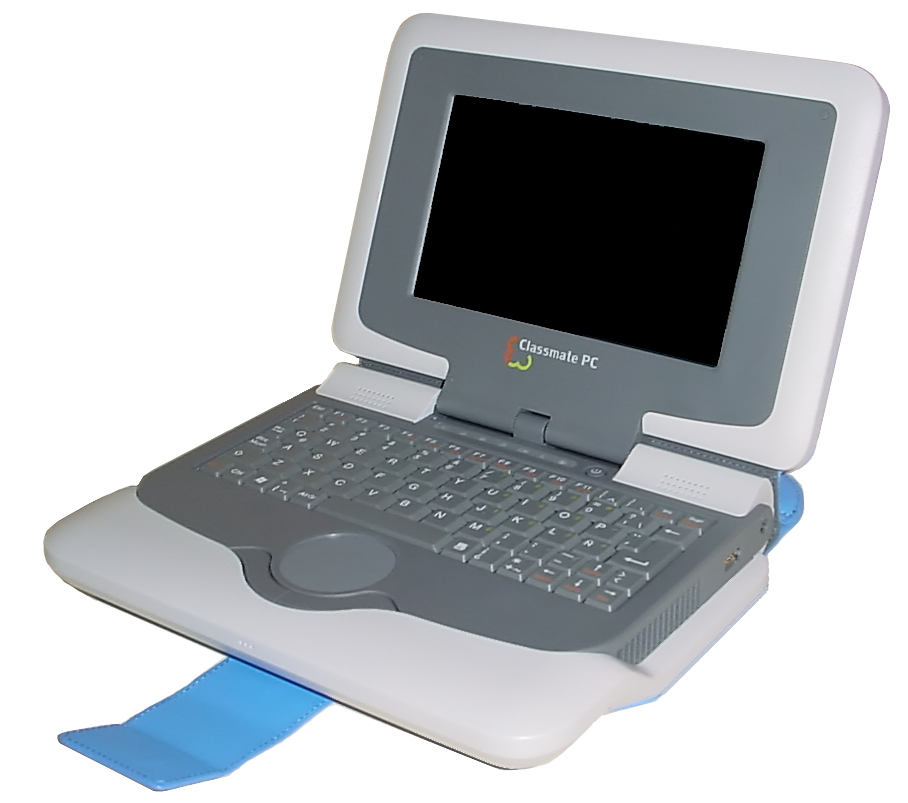
Un classmate PC

Le Classmate PC est une machine ultra-portable conçue et produite par Intel en réaction à l'opération One Laptop per Child.
Elle est fournie avec Mandriva Linux, Rxart Linux  et Windows XP.